# 威廉·多尔普费尔德文理中学

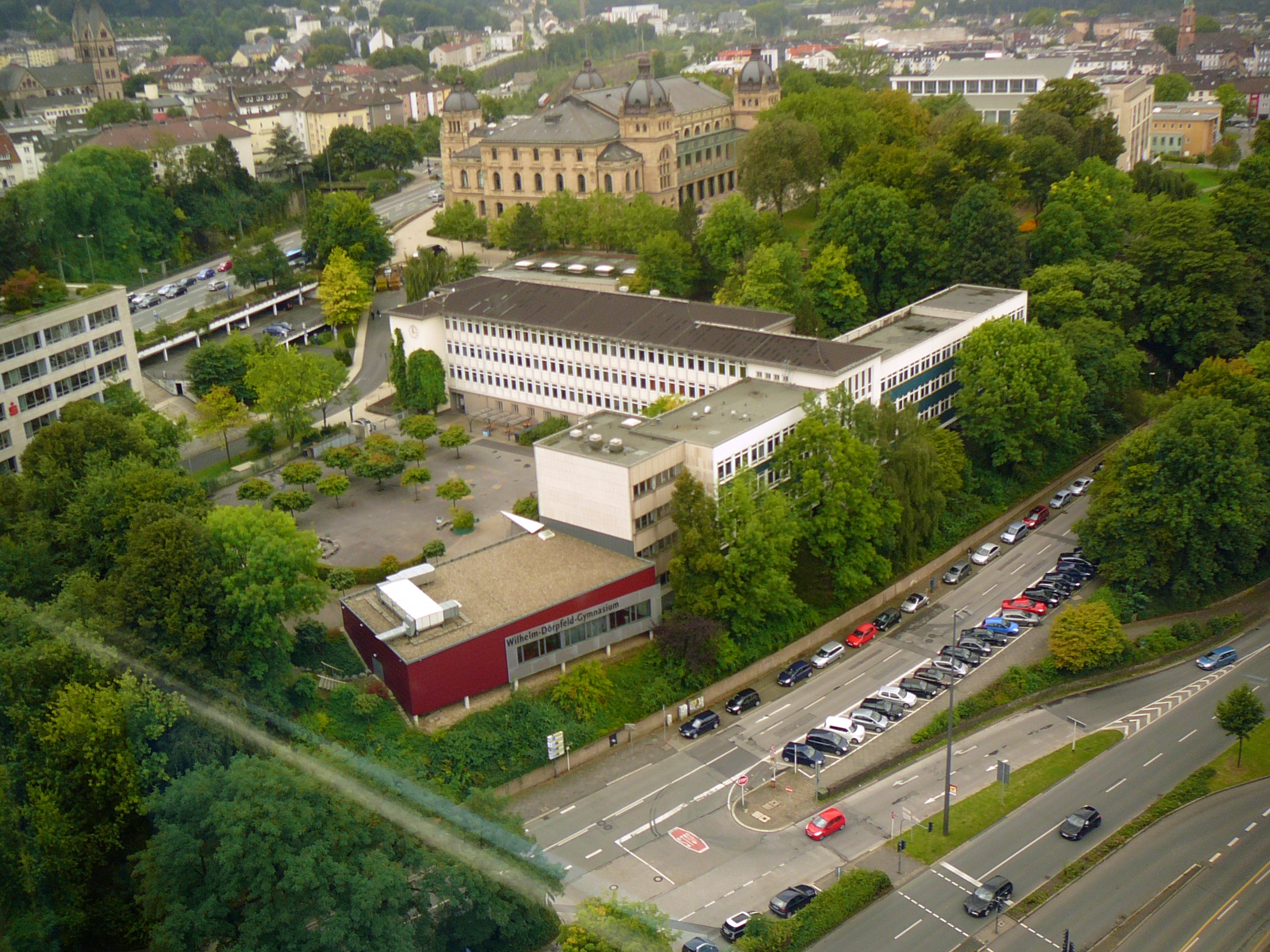
约翰尼斯山下的威廉·多尔普费尔德文理中学旧校舍

威廉·多尔普费尔德文理中学（德語：Wilhelm-Dörpfeld-Gymnasium）是一所注重古典语言教学的文理中学，位于德国北莱茵-威斯特法伦州伍珀塔尔市约翰尼斯山下、市政礼堂附近。该校起源于1592年设立的埃尔伯费尔德拉丁学校。1824年，被正式认可为“福音派文理中学”，通称埃尔伯费尔德中学。1834年—1837年，弗里德里希·恩格斯在此就读，后来在其父的要求下退学。1936年起，该校以考古学家威廉·多尔普费尔德的名字命名，他也曾在此就读。